# Martin Becker (Politiker)
Martin Becker (* 1960) ist ein deutscher Politiker (SPD) und Gewerkschafter.
Der gelernte Elektro-Ingenieur ist stellvertretender Vorsitzender des Betriebsrats des Bergwerks Saar und gehört dem Hauptvorstand der IG Bergbau, Chemie, Energie an. Bei der saarländischen Landtagswahl 2004 und der Bundestagswahl 2005 trat er als Kandidat der SPD an. Nach dem Ausscheiden von Peter Gillo aus Landtag des Saarlandes konnte Becker zum 28. August 2009 für ihn nachrücken und wurde am 2. September 2009 als Abgeordneter verpflichtet. Er gehörte dem Landesparlament bis zum Ende der Legislaturperiode am 23. September 2009 an.